# Browning (Wisconsin)
Browning – miasto w Stanach Zjednoczonych, w stanie Wisconsin, w hrabstwie Taylor.